# Campeonato Europeo de Halterofilia de 1931
El XXIII Campeonato Europeo de Halterofilia se celebró en Luxemburgo (Luxemburgo) entre el 3 y el 4 de octubre de 1931 bajo la organización de la Federación Europea de Halterofilia (EWF) y la Federación Luxemburguesa de Halterofilia.

## Medallistas
| Evento   | Oro                          | Plata                              | Bronce                            |
| -------- | ---------------------------- | ---------------------------------- | --------------------------------- |
| 60 kg    | Saleh Soliman Egipto 282,5   | Eugen Mühlberger Alemania 270,0    | Rudolf Troppert · Austria · 270,0 |
| 67,5 kg  | Hans Haas · Austria · 317,5  | Kurt Helbig Alemania 302,5         | Ahmed Yusef Egipto 300,0          |
| 75 kg    | Rudolf Ismayr Alemania 342,5 | Carlo Galimberti Italia 332,5      | Anvar Arafa Egipto 327,5          |
| 82,5 kg  | Mokutar Husein Egipto 357,5  | Nicolas Scheitler Luxemburgo 350,0 | Robert Hirn · Austria · 342,5     |
| +82,5 kg | Sayed Noseir Egipto 397,5    | Nikolaus Ries Alemania 367,5       | Josef Straßberger Alemania 365,0  |

1. 1 2 3  Fuerza (kg) + arrancada (kg) + dos tiempos (kg) = TOTAL (kg)

## Medallero
| Núm. | País       | Oro | Plata | Bronce | Total |
| ---- | ---------- | --- | ----- | ------ | ----- |
| 1    | Egipto     | 3   | 0     | 2      | 5     |
| 2    | Alemania   | 1   | 3     | 1      | 5     |
| 3    | Austria    | 1   | 0     | 2      | 3     |
| 4    | Italia     | 0   | 1     | 0      | 1     |
| 4    | Luxemburgo | 0   | 1     | 0      | 1     |
|      | TOTAL      | 5   | 5     | 5      | 15    |